# Maghy Zoltán (költő)
Maghy Zoltán (Hajdúnánás, 1907. március 16. – Hajdúnánás, 1930. december 27.) költő.

## Élete
Hajdúnánáson született 1907-ben jómódú családban, Maghy Lajos és Fejes Juliánna hatodik gyermekeként. A hajdúböszörményi festőművésszel, Maghy Zoltánnal (1903-1999) is rokonságban állt. A költő öt testvére közül három csecsemőkorban halt meg, egyik bátyja 18 évesen tüdővészben. 
Az elemi iskola négy osztályát szülővárosában végezte. A gimnáziumot a debreceni református kollégiumban kezdte, de egy év után átiratkozott a hajdúnánási gimnáziumba (a mai Kőrösi Csoma Sándor Gimnáziumba). 15 évesen elkapta a tüdőbajt egyik osztálytársától, ezért a gimnázium 6. osztályától kezdődően magántanulóként folytatta az iskolát. 
Szülei gyakran küldték szanatóriumi kezelésekre külföldre is, de állapotában tartós javulás nem következett be.
1925-ben beiratkozott a szegedi egyetem jogi karára.
1930-ban megszerezte a diplomát, állapota rosszabbodott és decemberben elhunyt.

## Költészetének jellemzői
Rövid élete megakadályozta abban, hogy megtalálja egyéni költői stílusát, Vajda János és Ady Endre költészete volt rá a legnagyobb hatással.
Dankó Imre szerint „adys helyzetmegítéléssel a földdel összenőtt paraszti ősök elfajult utódjának érezte magát.” „Költészete szűk körű (…) nem közéleti jellegű.”
Maghy verseiben is gyakoriak a szimbólumok és az ismétlések, az elmaradott vidéki élet kritikája. Szimbólumai viszonylag egyszerűek pl.: tavasz – élet; ősz – betegség; tél – halál.
Gyakori témája az életszeretet és a halálközelség ellentéte. „Könnyed verselő volt jó formaérzékkel, elmélyült irodalmi műveltséggel”.
Verseskötete nem jelent meg életében, csak újságok közölték a műveit. Hajdúnánáson így is ismert alkotó volt, 39 verse jelent meg nyomtatásban.
Molnár József úgy véli, Maghy „ha nem is fejlődhetett a nagyokkal egy sorba, értékes megszólaltatója volt a nánási táj, a nánási nép kérges tenyerű szorgalmának”
„Ady költészete mellett tett hitet egy olyan környezetben, ahol még tanárai is csak ellenszenvvel emlegették annak nevét.”

## Kötete
Az Alföld porában. Válogatott versek. Hajdúnánás, 1973. A bevezetőt írta, a verseket válogatta és sajtó alá rendezte Dankó Imre.
Ha valaki egyszer rám talál. Maghy Zoltán válogatott versei. Hajdúnánás, 2022. Buczkó József és Vékony Gábor tanulmányával. Válogatta és szerkesztette: Molnárné Farkas Nikoletta és Nagy Beatrix. Nánási füzetek 33.

## Emlékhelyei

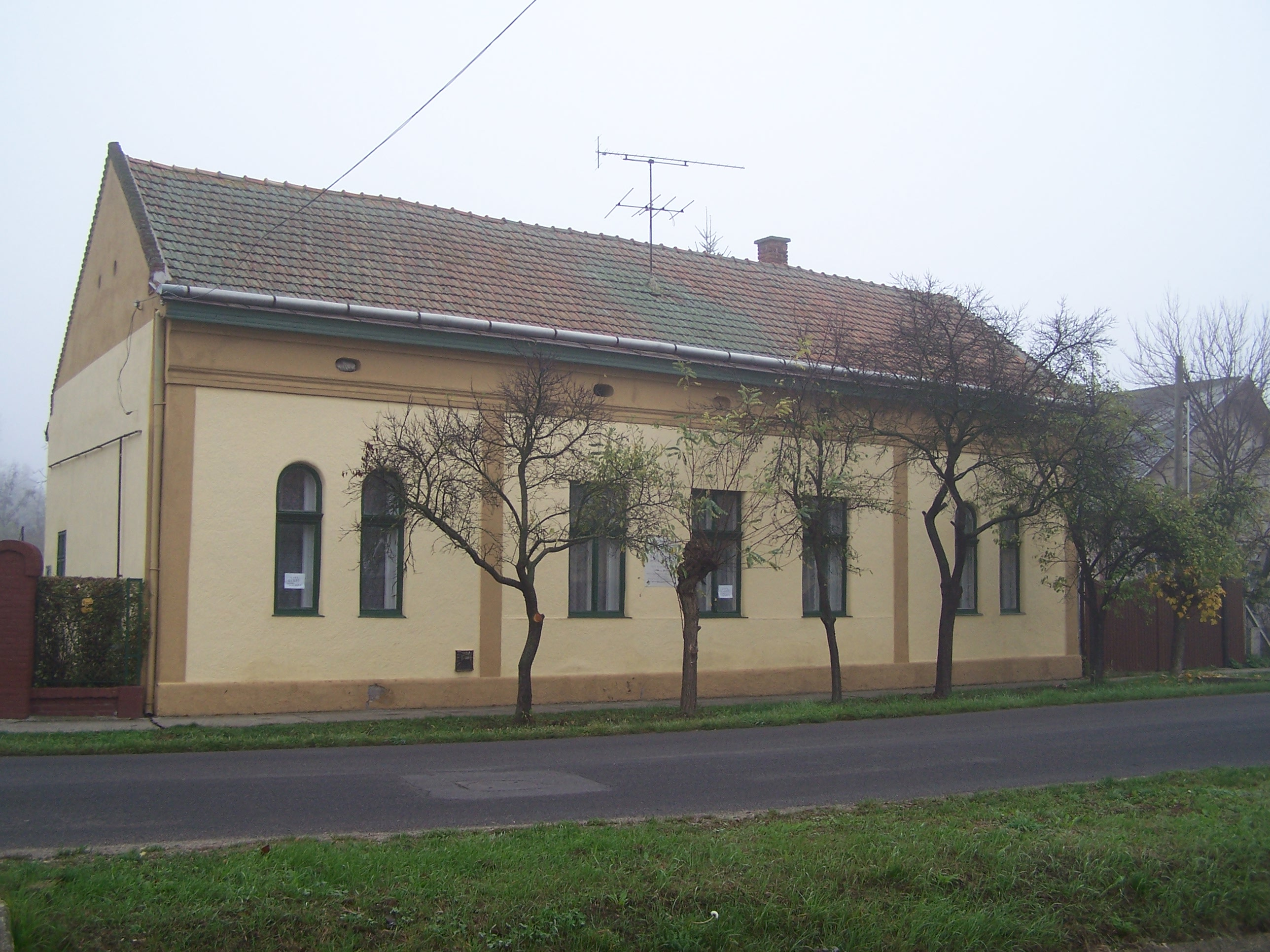
Maghy Zoltán szülőháza Hajdúnánáson

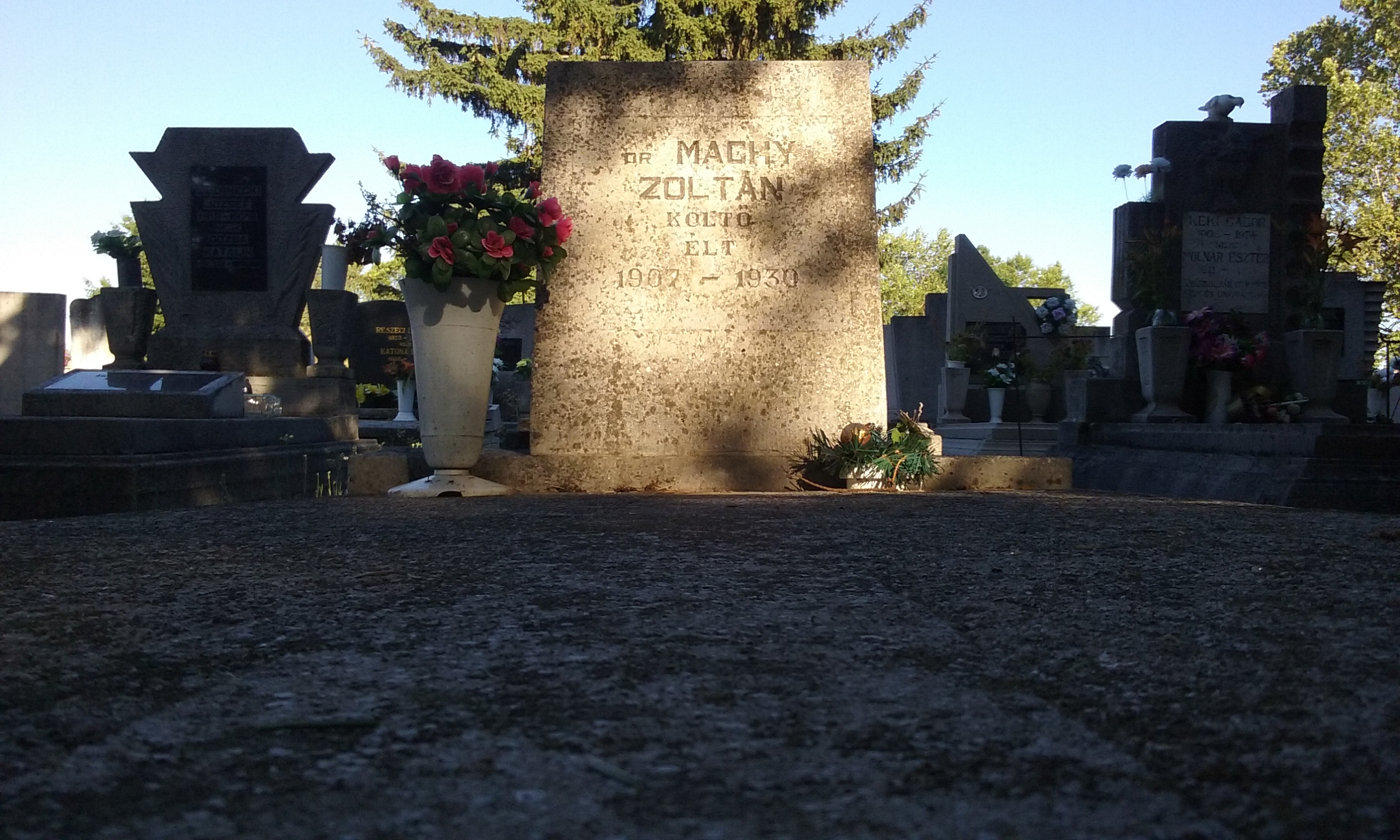
Maghy Zoltán sírja

Szülőháza Hajdúnánáson, a Jókai utcán található. A rajta lévő emléktáblát 1973. október 1-jén avatták fel.
Sírja a hajdúnánási temetőben található. Fejfájának eredeti felirata ez volt:
Dr. Maghy Zoltán 
író 
a nemzet új költőinek egyike 
Született 1907 márc 16 
Meghalt 1930 dec. 27-én.
Sírkövén ma ez áll: 
Dr. MAGHY ZOLTÁN 
költő 
élt 1907-1930
A városi könyvtár egyik terme 2012. április 10. óta az ő nevét viseli.
2016-ban a költő munkássága a Települési Értéktárba került.
A városi könyvtár előtt 2017. május 10-én felavatott helytörténeti fasor egyik oszlopos tölgye és a hozzá kapcsolódó tábla is őrzi a költő emlékét.
Jókai utcai szülőházában 2020. augusztus 20-án nyílt emlékkiállítása. Itt olyan fényképek, illetve eddig kéziratban lévő versek is láthatóak, amelyeket a költő unokahúga, Dr. Kováts Zoltánné (született Pauliny Gizella) bocsátott rendelkezésre. Az épület nagyobb részében Pituk József (1906-1991) festőművész állandó kiállítása látható.
A Ha valaki egyszer rám talál. Maghy Zoltán válogatott versei című kötet bemutatója 2022. szeptember 30-án zajlott a Maghy Zoltán emlékházban. Az est díszvendégei a költő leszármazottai, dr. Csabainé Kováts Anikó és dr. Iványiné dr. Kováts Ildikó voltak.